# ادوارد دوبونو
ادوارد دوبونو (Edward Charles Francis Publius de Bono) نویسنده و متفکر اهل مالت بود. او در ٩ ژوئن ٢٠٢١ بر اثر کهولت سن درگذشت.

## زندگی
ادوارد دوبونو در سال ۱۹۳۳ در مالت به دنیا آمد. او در زمان جنگ جهانی دوم در دانشگاه مالت در رشتهٔ پزشکی تحصیل کرد. سپس با کمک‌هزینه تحصیلی رودس، به دانشگاه آکسفورد رفت و با دریافت مدرک افتخاری در رشته‌های روانشناسی و علوم طبیعی و مدرک دکترای فلسفه از آن دانشگاه فارغ‌التحصیل شد. او همچنین دارای مدرک پی‌اچ‌دی از دانشگاه کمبریج و کارشناسی ارشد از دانشگاه مالت بود. دوبونو در نهم ژوئن ٢٠٢١ بر اثر کهولت سن درگذشت.

## فعالیت‌ها

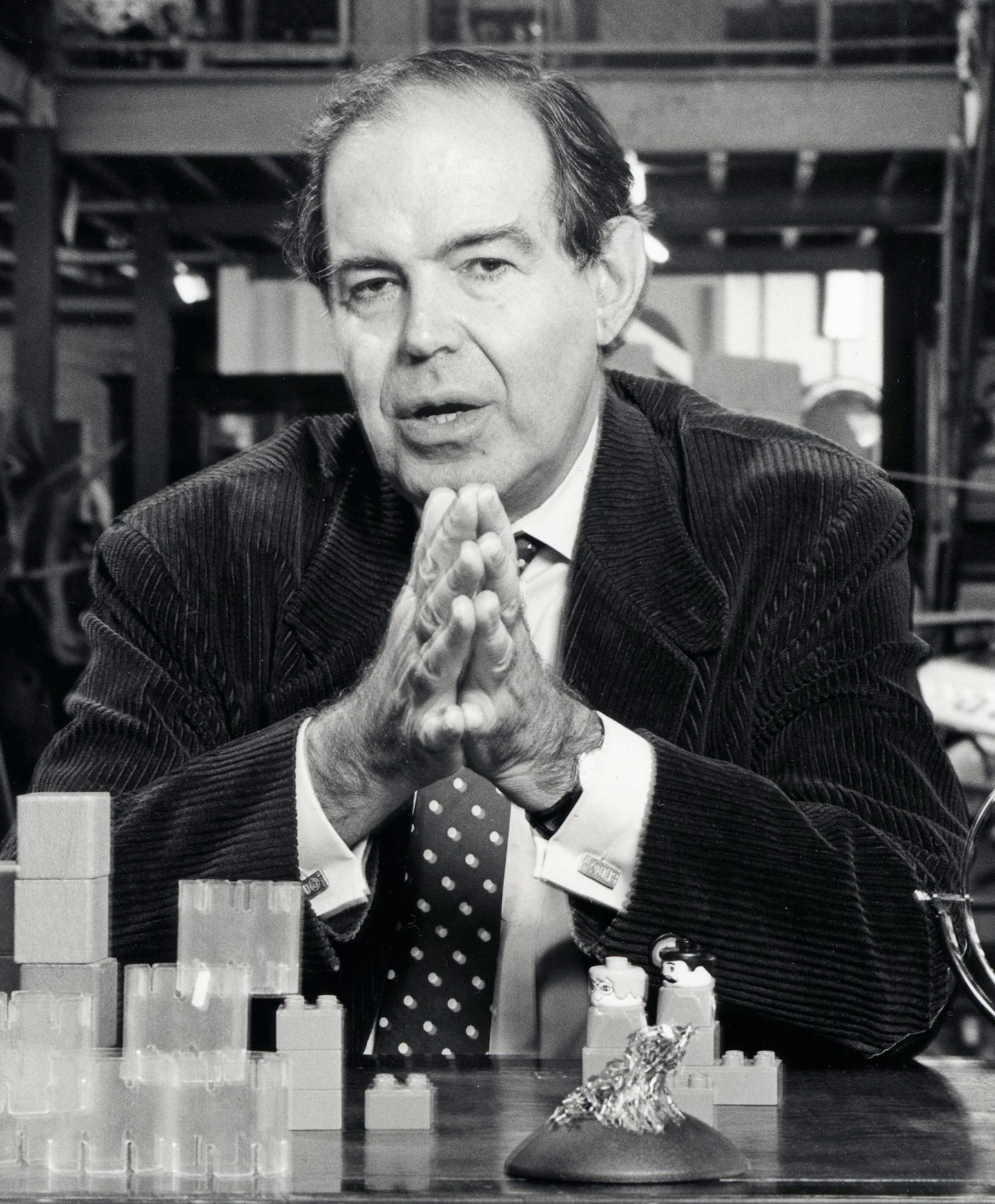

ادوارد دوبونو را به عنوان نویسنده و متفکر می‌شناسند. عمده فعالیت‌های او در زمینهٔ شیوه‌های فکر کردن و آموزش تفکر خلاق است. او توانایی فکر کردن را یک مهارت و در واقع مهم‌ترین مهارت انسانی می‌داند و معتقد است فکر کردن مهارتی آموختنی است و نباید آن را با هوش اشتباه گرفت.
دوبونو در کتاب من درست می‌گویم، تو غلط از آغاز رنسانسی نوینی در تاریخ بشر سخن می‌گوید. او توضیح می‌دهد که رنسانس اول با کشف دوبارهٔ یونان باستان آغاز شد، دومین رنسانس به زعم او از عقاید متفکران یونان باستان نظیر افلاطون، ارسطو و سقراط عبور خواهد کرد و برای چیزهایی نظیر «تفکر ادراک محور و خلاق»، «کشف و شهود» و «آفرینش» اهمیت بیشتری قائل خواهد شد. او پایه‌گذار مفهومی به نام تفکر جانبی است که به نظر او سنگ بنای رنسانس دوم محسوب می‌شود.
دوبونو کتاب‌های بسیاری در این زمینه نگاشته که تاکنون به زبان‌های متعددی ترجمه شده‌است. وی در همایش‌هایی در دانشگاه‌های آکسفورد، لندن، کمبریج و هاروارد به عنوان سخنران حضور داشته‌است.
نام بسیاری از مؤسسات، نهادها و شرکت‌های بزرگ در فهرست شرکت‌هایی که در حال حاضر از روش‌های دوبونو استفاده می‌کنند به چشم می‌خورد از جمله: مایکروسافت، نیویورک تایمز، زیمنس، مک دونالد، تفنگداران نیروی دریایی ایالات متحده و …

## مکانیزم ذهن
کتاب اصلی او مکانیزم ذهن نام دارد که در سال ۱۹۶۹ منتشر شد. او در این کتاب برای نشان دادن نحوه عملکرد مغز انسان از مثال‌ها و استعاره‌های فراوانی استفاده می‌کند و مغز انسان را نوعی سیستم اطلاعاتی می‌داند؛ که خود را سازماندهی می‌کند به این معنا که همان‌طور که قطرات باران پس از فروافتادن راه خود را به سمت جوی‌ها و چاله‌ها پیدا می‌کند، اطلاعاتی که به مغز وارد می‌شود نیز با سازماندهی مغز به مسیرهای آشنا هدایت می‌شود. در نتیجه با روش تفکر سنتی تنها قادریم به نتایجی برسیم که از پیش با اعتقادات و پیش‌فرض‌های ذهنی ما هماهنگی دارد. او این روش فکر کردن را مانعی بر سر راه کشف ایده‌های نو می‌داند و معتقد است مغز انسان توانایی بیشتری برای تعریف و درک تجربیات خود دارد. روشی که دوبونو پیشنهاد می‌کند، تفکر جانبی است.

## تفکر جانبی
تفکر افقی، یا تفکر جانبی (Lateral Thinking) عبارتی است که نخستین بار ادوارد دوبونو برای توصیف یک شیوهٔ فکر کردن به کار برد.
دوبونو مدعی‌ست که در روش تفکر جانبی هر مسئله با رویکردی خلاقانه و غیرمستقیم حل می‌شود. منطقی که در این روش به کار بسته می‌شود، در نگاه اول چندان بدیهی به نظر نمی‌آید و با روش سنتی فکر کردن گام به گام تفاوت دارد.
او اصطلاح تفکر جانبی را در برابر تفکری به کار می‌برد که طبق نظر او برگرفته از سنت‌های فکری یونانیان است. تفکری که او از آن با الفاظی نظیر «تفکر عمودی»، «طرز فکر کهنه»، «منطق خشک» و «همراه با پیش‌داوری» یاد می‌کند. او بسیاری از پیش‌فرض‌های این نوع تفکر را از قبیل باور داشتن به وجود ابژهٔ حقیقت جهان‌شمول و مباحثه به عنوان ابزاری برای کشف حقیقت و ساختار دوتایی (نظیر سیاه/سفید، درست/غلط و …) که اساس منطق به‌شمار می‌رود و امروزه در بسیاری از نهادها از خانواده گرفته تا کلاس درس و دادگاه مورد استفاده قرار می‌گیرد، زیر سؤال می‌برد.
تفکر جانبی، در واقع، ایجاد یک آشفتگی عمدی است. در این تکنیک، فرد برای پرهیز از رجوع خودکار مغز به تصورات از پیش موجود منطقی که تنها به تجزیه و تحلیل موضوع منجر می‌شود و راه را بر ایده‌های نو می‌بندد، به شکلی هدفمند در مسئله اختلال ایجاد می‌کند به این معنا که داوری‌هایش را موقتاً کنار می‌گذارد، پیش‌فرض‌ها را به چالش می‌کشد، و به انگیزش‌های آنی و تصادفی میدان می‌دهد تا با شکستن ساختار موجود، امکان از نو ساختن آن فراهم شود.

## شش کلاه تفکر
ادوارد دوبونو در کتاب «شش کلاه تفکر» روشی را برای فکر کردن گروهی پیشنهاد می‌دهد. هدف از این روش نظم بخشیدن به تفکر، یافتن راه‌های خلاقانه، طبقه‌بندی، اولویت‌بندی و تصمیم‌گیری صحیح است. در این روش یک نفر به عنوان مدیر جلسه کلاه آبی به سر می‌گذارد. دیگر اعضای گروه ابتدا با کلاه سفید حاضر می‌شوند و سپس در پایان هر مرحله کلاه خود را با رنگ دیگری عوض می‌کنند. رنگ کلاه‌ها مفهوم نمادین دارد.
- آبی: دارندهٔ کلاه آبی باید به تفکر کردن جمع، جهت دهد و برنامه‌ای مشخص را به سرانجام برساند.
- سفید: فقط اطلاعات را ارائه می‌کند.
- قرمز: با کلاه قرمز افراد احساسات و عواطف خود را بروز می‌دهند.
- سیاه: کسی که کلاه سیاه به سر دارد، انتقادهایش را به شکل منطقی بیان می‌کند.
- زرد: فرد با گذاشتن کلاه زرد به جنبه‌های مثبت موضوع مورد بحث توجه می‌کند.
- سبز:کلاه سبز، کلاه خلاقیت و یافتن راه‌های نو است.

دوبونو توضیح می‌دهد که به‌طور معمول هر یک از افراد حاضر در یک جلسه، یکی از این نقش‌ها را در بحث بر عهده دارد و با یکی از این رویکردها (کلاه‌ها) با موضوع مواجه می‌شود. در روش «شش کلاه تفکر» همه ناچار خواهند بود نقش‌های مختلفی را بر عهده بگیرند و به شیوه‌های مختلفی فکر کنند. بر اساس نظریه دوبونو با استفاده از روش «شش کلاه تفکر» جمع به نتایج بهتری دست می‌یابد. و

## بازی L
او مخترع بازی L است که یک نوع بازی سادهٔ استراتژی است. این بازی دو نفره را می‌توان طوری بازی کرد که هرگز برنده یا بازنده‌ای نداشته باشد.

## نظرات
در سال ۲۰۰۰، ادوارد دوبونو به یک کمیته دفتر خارجه بریتانیا توصیه کرد که درگیری اعراب و اسرائیل ممکن است تا حدی به دلیل سطوح پایین روی باشد که در افرادی که نان فطیر می‌خورند وجود دارد. (به عنوان مثال پیتا نوعی نان تخت). ادوارد دوبونو استدلال کرد که سطح پایین روی منجر به افزایش پرخاشگری می‌شود. او پیشنهاد کرد که برای جبران مارمیت (عصاره مخمر) به منطقه ارسال شود.

## آثار ترجمه شده به فارسی
دوبونو تاکنون بیش از ۶۲ کتاب نوشته‌است که برخی از آن‌ها به زبان فارسی نیز ترجمه شده:
| نام کتاب                                     | تاریخ انتشار | ناشر              | مترجم                   |
| -------------------------------------------- | ------------ | ----------------- | ----------------------- |
| اصول بنیادی خرد                              | ۱۳۹۲         | دنیای نو          | دکتر حسن قاسم‌زاده       |
| شش کفش عمل                                   | ۱۳۸۹         | پیک بهار          | احمد نویدی، محمود شیخان |
| شش طرح برای زندگی بهتر                       | ۱۳۸۸         | انتشارات البرزیان | آذر ژوئیهی              |
| شش کلاه تفکر: نگاهی تازه به مدیریت اندیشه    | ۱۳۸۸         | پیک بهار          | آذین ایزدی‌فر            |
| سلسله درس‌های تفکر                            | ۱۳۸۸         | جوانه رشد         | مرجان فرجی              |
| چگونه ذهن زیبایی داشته باشیم                 | ۱۳۸۸         | قطره              | لیلا شاپوریان           |
| درس‌های درست اندیشیدن                         | ۱۳۸۷         | اختران            | ملک‌دخت قاسمی نیک‌منش     |
| تفکر نو: راهی به سوی زندگی پرشور و حرارت     | ۱۳۸۷         | البرز             | مینا مجد                |
| هنر سریع فکرکردن: پانزده درس برای پانزده روز | ۱۳۸۷         | اختران            | مزدا صدری‌افشار          |
| خلاقیت کارامد: مدیریت فکر                    | ۱۳۸۶         | اختران            | ملک‌دخت قاسمی نیک‌منش     |
| مدیریت و آموزش فکر                           | ۱۳۸۵         | خاتون             | بدری نیک‌فطرت            |
| خلاقیت جدی                                   | ۱۳۸۲         | آییژ              | قاسم بصیری، مرتضی غفاری |
| من درست می‌گویم، تو غلط                       | ۱۳۸۲         | سپیده سحر         | پوراندخت مجلسی          |
| تفکر جانبی                                   | ۱۳۸۱         | بهارافشان         | عباس بشارتیان           |
| اختلافات و راهی برای حل آنها                 | ۱۳۷۹         | سفیر              | سعید رجایی خراسانی      |
| تدابیر موفقیت                                | ۱۳۷۹         | نشر پیکان         | هادی رشیدیان            |
| تفکر عملی                                    | ۱۳۷۷         | اطلاعات           | محمدحسین وقار           |